# Selatosomus gravidus
Selatosomus gravidus är en skalbaggsart som först beskrevs av Ernst Friedrich Germar 1843.  Selatosomus gravidus ingår i släktet Selatosomus, och familjen knäppare. Arten har ej påträffats i Sverige.